# Kreuzkirche Hasel

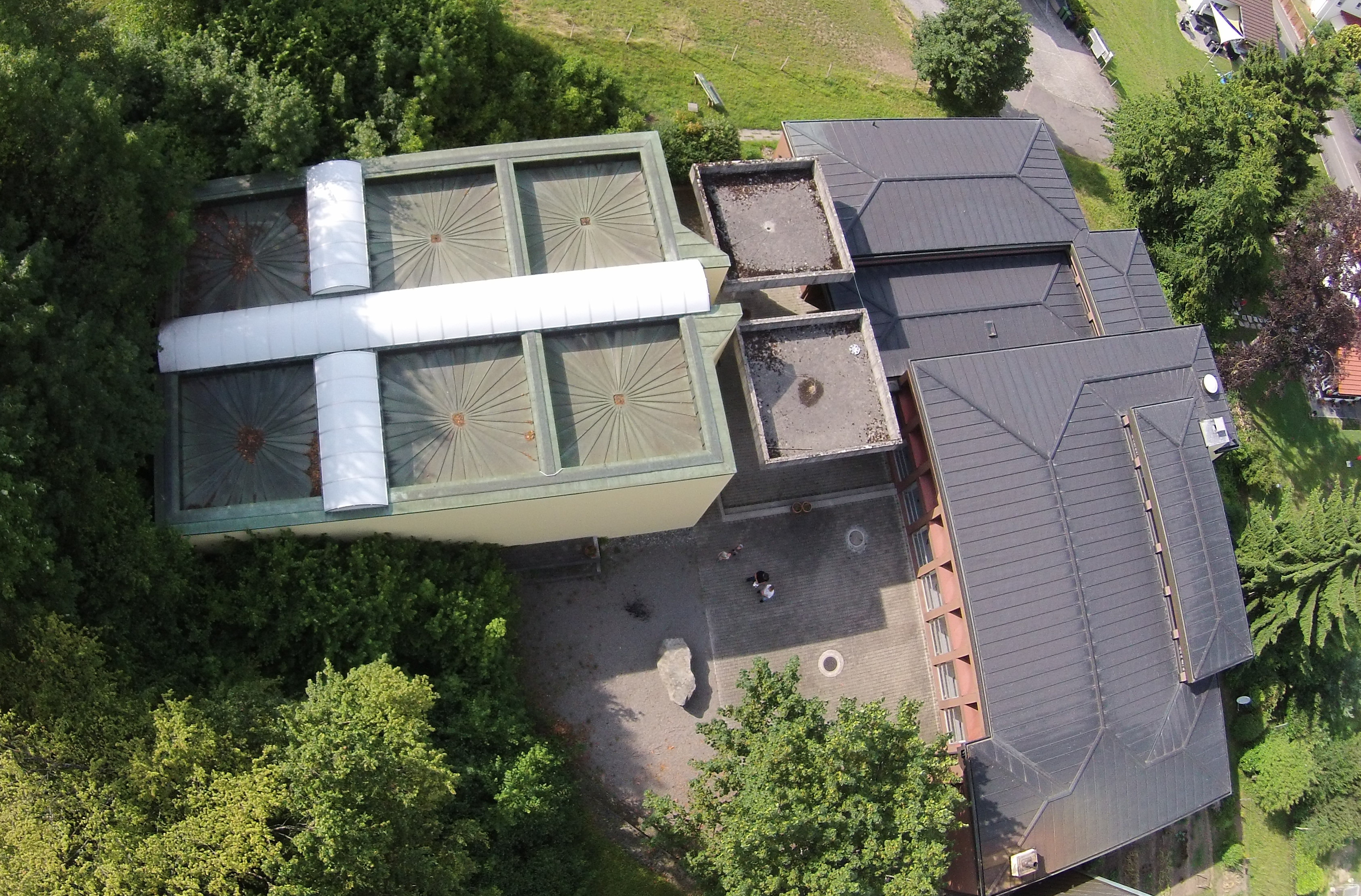
Kreuzkirche

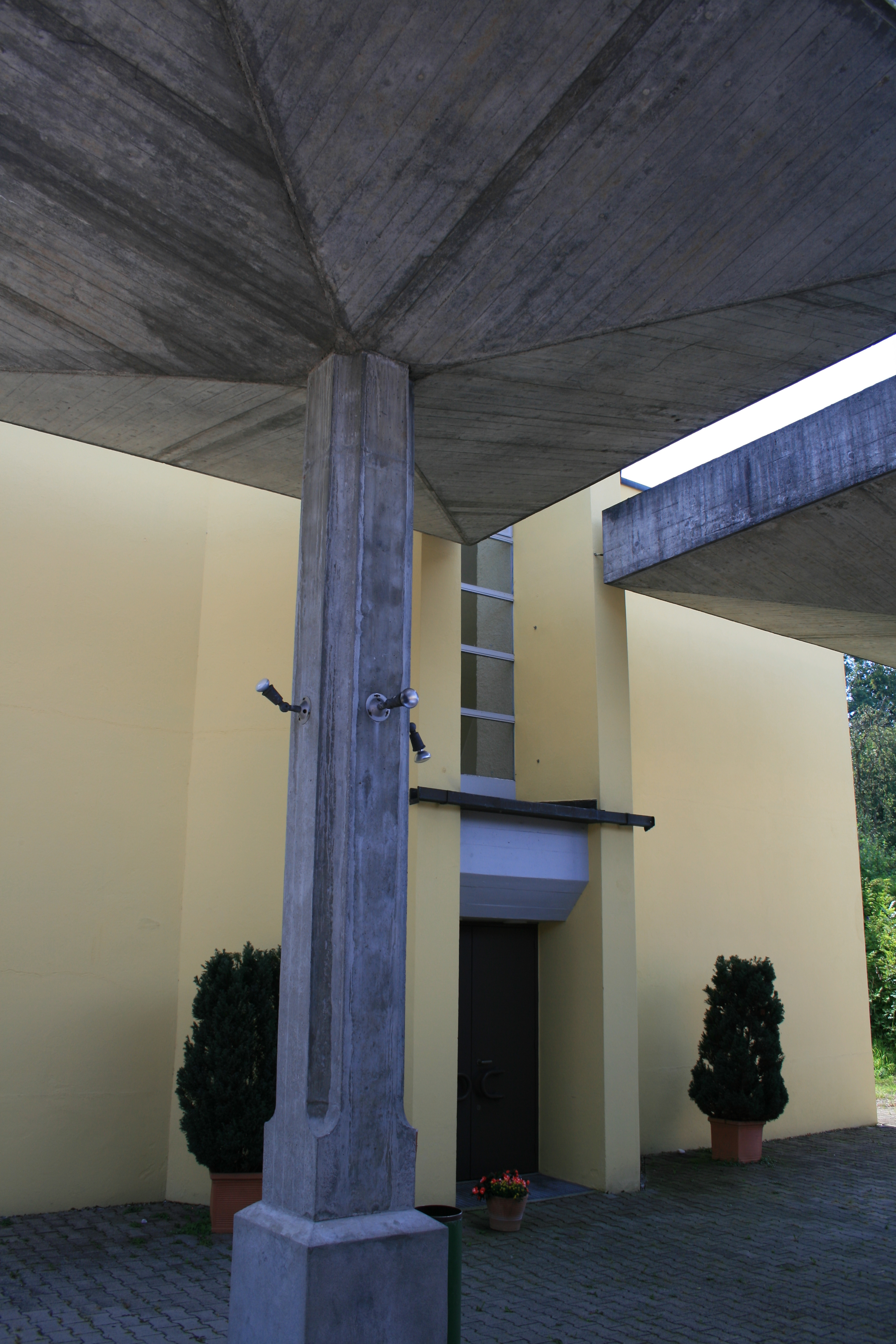
Kreuzkirche Hasel

Die Kreuzkirche Hasel in Spreitenbach ist eine reformierte Kirche der Kirchgemeinde Spreitenbach-Killwangen im Schweizer Kanton Aargau. Sie bildet zusammen mit dem Kirchenzentrum Hasel ein Ensemble und verfügt über das drittgrösste Glockenspiel der Schweiz. Anfangs wurde es mit Lochkarten betrieben, ab 1999 jedoch auf Computersteuerung umgestellt. Jeden Tag um 9.00, 12.00 und 18.00 Uhr werden in unterschiedlicher Abfolge Melodien gespielt.
In der Kreuzkirche befindet sich eine Orgel der deutschen Firma Walcker aus dem Jahr 1971 mit neun Registern.